# Ali Abdellaoui
Ali Abdellaoui – tunezyjski zapaśnik walczący przeważnie w stylu klasycznym. Zajął piąte miejsce na igrzyskach śródziemnomorskich w 1979. Złoty i srebrny medalista igrzysk afrykańskich w 1978. Brązowy medalista mistrzostw Afryki w 1981 i czwarty w 1982 roku.